# Wanning Shuiku
Wanning Shuiku är en reservoar i Kina. Den ligger i provinsen Hainan, i den södra delen av landet, omkring 140 kilometer söder om provinshuvudstaden Haikou. Wanning Shuiku ligger 19 meter över havet. Arean är 9,9 kvadratkilometer. Omgivningarna runt Wanning Shuiku är en mosaik av jordbruksmark och naturlig växtlighet. Den sträcker sig 4,4 kilometer i nord-sydlig riktning, och 7,5 kilometer i öst-västlig riktning.
Genomsnittlig årsnederbörd är 2 185 millimeter. Den regnigaste månaden är september, med i genomsnitt 364 mm nederbörd, och den torraste är januari, med 20 mm nederbörd.